# Mechi (zone)
Pour les articles homonymes, voir mechi.
La zone de Mechi (en népalais : मेची अञ्चल) est l'une des quatorze anciennes zones du Népal qui ont été supprimées lors de la réorganisation administrative de 2015.. Elle était rattachée à la région de développement Est.
Elle était subdivisée en quatre districts :
- district d'Ilam (centre-sud) ;
- district de Jhapa (sud) ;
- district de Panchthar (nord) ;
- district de Taplejung (centre-nord).

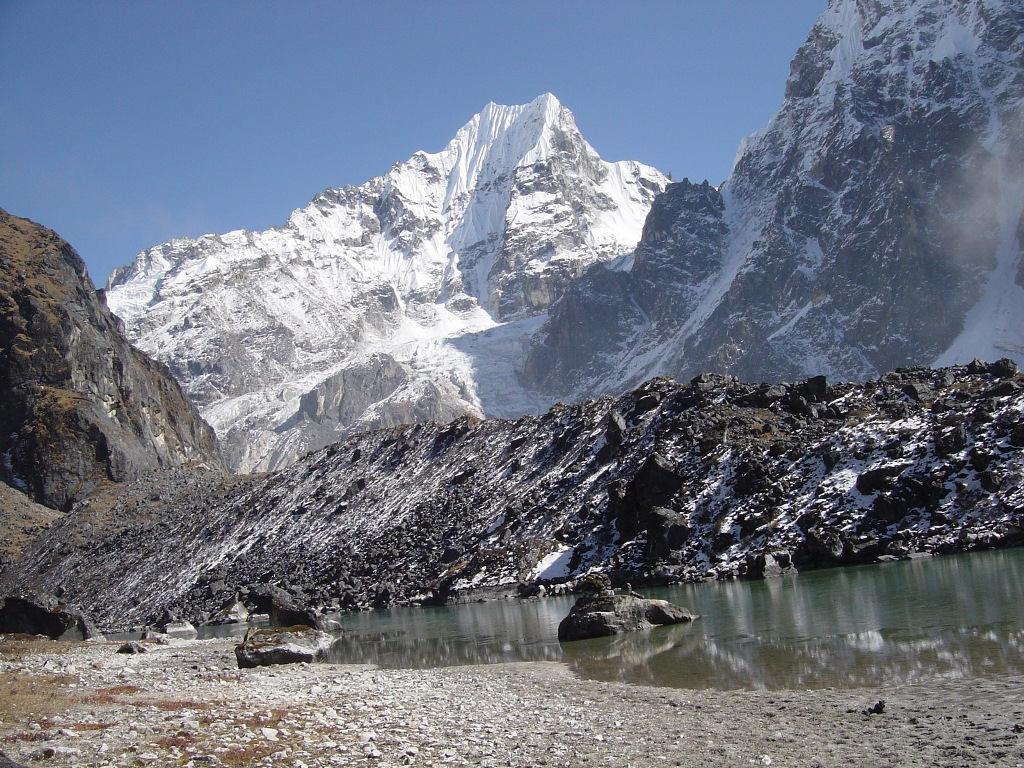
Dudhkunda au glacier Yamtari